# Керлер, Дов-Бер
Дов-Бер (Борис Иосифович) Керлер (род. 6 марта 1958, Москва) — израильский и американский лингвист-германист, редактор, поэт, автор нескольких поэтических сборников на идише под псевдонимом «Борис Карлов» (идиш באָריס קאַרלאָוו‎).

## Биография
Родился в семье еврейского поэта Иосифа Борисовича Керлера и Анны Ефимовны Керлер (1924—2004). Учился в московской специализированной средней школе № 41. В 1971 году покинул с родителями СССР и поселился в Иерусалиме. В 1983 году окончил Еврейский университет в Иерусалиме со специализацией по литературе на идише, общей и индо-европейской лингвистике.
В 1984 году стал первым аспирантом в только что открывшейся в Оксфордском университете программе исследований идиша (впоследствии Институт исследований идиша — Oxford Institute for Yiddish Studies, под руководством Х.-Д. Каца). В 1988 году защитил диссертацию по вопросам происхождения восточноевропейского литературного идиша. В 1989—2000 годах — научный сотрудник и доцент в колледже Линкольна Оксфордского университета, Оксфордском центре гебраистики и иудаики (Oxford Centre for Hebrew and Jewish Studies) на факультете древних и современных языков.
С 2000 года — профессор еврейских и германских исследований, а также заведующий кафедрой идиша в Индианском университете в Блумингтоне.
В 1984—1996 годах был одним из руководителей и преподавателей летней интенсивной программы по изучению идиша при Оксфордском университете, в 1997—1998, 2008—2016 годах — аналогичной программы при Вильнюсском университете. После смерти отца (2000) стал редактором и продолжил выпуск «Иерусалимского альманаха» (ירושלימער אלמאנאך — Иерушола́имер алмана́х).
Основные научные труды в области социолингвистики, истории и диалектологии идиша. Руководил этнографическим и лингвистическим полевым проектом изучения юго-восточного диалекта идиша на территории Украины, Молдавии, Румынии и Словакии (2002—2012), на основе которого готовится детальный атлас этого диалекта. Автор научных публикаций, в том числе монографии, по истории литературного идиша в XVIII—XIX веках, а также нескольких поэтических сборников. Публикует стихи в современной периодике на идише.
Литературная и научная деятельность Дов-Бера Керлера отмечена премиями Давида Гофштейна (Тель Авив, 1997) и Левианта (Modern Language Association’s Leviant Prize for Yiddish scholarship, 2004), а также литературными премиями Рубинлихта (Союз Еврейских [идиш] Писателей, Тель Авив, 2006) и Розенфельда (Еврейская Народная Библиотека, Монреаль, 2008).
Двоюродная сестра — педагог Наталья Яковлевна Керлер, была замужем за известным спортивным журналистом Стивом Шенкманом.

## Монографии
- The Origins of Modern Literary Yiddish. Oxford University Press, 1999. — 368 pp.

## Под редакцией Дов-Бера Керлера
- History Of Yiddish Studies: Papers from the Third Annual Oxford Winter Symposium. Routledge-Harwood Academic Publishers, 1991.
- Oksforder Yidish: A Yearbook of Yiddish Studies (на идише). Three volumes. Oxford Institute for Yiddish Studies, 1990—1995.
- Politics of Yiddish: Studies in Language, Literature and Society. Walnut Creek, CA: AltaMira Press, 1998.

## Поэтические сборники
- וואו מיט אַן אַלף  (Ву мит ан алэф — Где с алефом). Уэльс [на самом деле: Оксфорд]: Драй швестер фарлаг (Three Sisters Press), 1996.
- שפּיגלכּתבֿ: געצײלטע לידער (Шпиглксав: гэцейлтэ лидэр — Зеркальное письмо, наряду с Иосифом Керлером). Иерусалим: Иерушолаимер алманах, 1996.[12] [13]
- עלאַברעק: לידער פֿונעם נײַעם יאָרטױזנט  (Элабрэк: лидэр фун найем йортойзнт — Стихи нового тысячелетия). Иерусалим: Эйгнс, 2006.[14] [15][16]
- קאַטאָװעס אָן אַ זײַט: נעכטיקע לידער (Катовэс он а зайт: нэхтике лидэр — Шутки в сторону: стихи вчерашнего дня). Иерусалим: Иерушолаимер алманах, 2007. [17] [18] [19]
- מיר איז שטאַרק נוגע (Мир из штарк нэгэйэ — Меня это касается). Иерусалим: אַליין איז די נשמה ריין (Алейн), 2012.[20] [21]
- אָנגעצויגענע סטרונע (Натянутая струна). Тель Авив: ביבליאָטעק פֿון דער הײַנטצײַטיקער ייִדישער ליטעראַטור‎, 2016[22].